# Конструктивная логика
Конструктивная логика — одно из направлений современной математической логики, которая исходит из принципов конструктивной математики и результатов критической переработки рациональных положений интуиционистской логики.
Конструктивисты, так же как и интуиционисты не принимают понятие абстракции актуальной бесконечности, то есть бесконечности, завершённой, видя в ней слишком сильную идеализацию, и проводят свои исследования в рамках абстракции потенциальной осуществимости, признающей незавершённую, становящуюся бесконечность, которую, следовательно нельзя рассматривать как что-то готовое и законченное.
Бесконечное множество, говорят они, бесконечно лишь в том смысле, что его можно неограниченно продолжать конструировать. Руководствоваться принципами потенциальной, становящейся бесконечности — значит отвлечься от реальных границ конструктивных возможностей сознания, связанных с ограниченностью жизни человека в пространстве и времени.
Исследование в конструктивной логике ограничивается исследованием конструктивных объектов, существование которых лишь тогда считается доказанным, когда указывается способ потенциально осуществимого построения (конструирования) этих объектов.
Конструктивная логика считает неправильным перенос принципов, применяемых в области конечных множеств, на область бесконечных множеств.
В конструктивной логике в операциях с бесконечными множествами не применяется закон исключённого третьего.
Конструктивисты это объясняют тем, что в операциях, включающих в себя бесконечные множества, которые находятся в процессе становления, невозможно определить, какова будет последующая альтернатива. Правда, также как и интуиционисты, они не отрицают применимость закона исключённого третьего по отношению к конечным областям.
Но принимая некоторые положения интуиционистской логики, конструктивная логика несводима к интуиционистской логике. Конструктивисты отвергают идеалистическое понимание «изначальной интуиции», согласно которому интуиция покоится на вере в «реальность божества».
Так А. А. Марков считает, что критерий интуитивной ясности, принятый интуиционистами за единственное мерило истины, идёт в разрез с пониманием науки как вида общественной деятельности и означает не что иное, как полное торжество субъективизма.
Начало конструктивной логики положено трудами Л. Э. Брауэра, Г. Вейля, А. Гейтинга, А. Н. Колмогорова и В. И. Гливенко и развивается в российской математической школе А. А. Марковым и его учениками.